# Hydrosiew

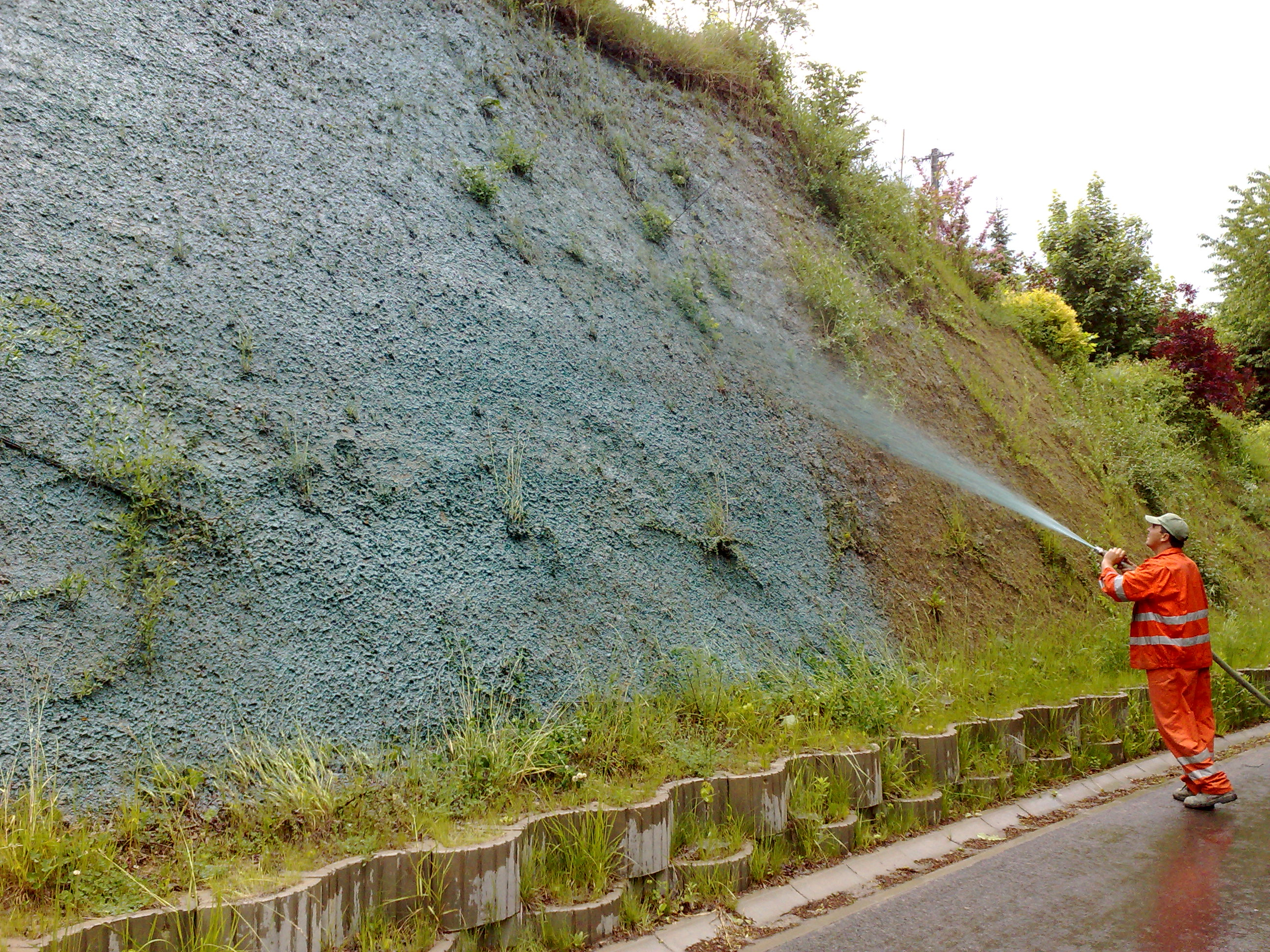
Hydrodynamiczny sposób nanoszenia mieszanki do hydrosiewu na bardzo stromej skarpie.

Hydrosiew (nazywany też hydroobsiewem) – biologiczny sposób rekultywacji gruntów, stromych hałd polegający na hydromechanicznym pokrywaniu powierzchni preparatem będącym mieszaniną złożoną z wody, nasion roślin, hydromulczu celulozowego (włókien celulozowych), nawozów oraz substancji zabezpieczających przed erozją wodną, wietrzną i nadmiernym wysychaniem.
Hydrosiew jest najszybszym z możliwych sposobów zazieleniania dużych powierzchni. Nasiona traw lub kwiatów, nawozy, biostymulanty, mulcz celulozowy i inne dodatki są wymieszane z wodą w hydrosiewniku, a następnie są nanoszone na glebę za pomocą hydropompy zakończonej dyszą.
W hydrosiewie wyróżnia się trzy technologie: 
- z użyciem hydrosiewników,
- za pomocą rurociągów i instalacji hydraulicznych,
- przy wykorzystaniu lotnictwa (awiohydrosiew).

Na małych powierzchniach hydrosiew wykorzystywany jest do tworzenia trawników lub ich regeneracji. Dzięki połączeniu zabiegów technologicznych oraz wykorzystaniu roślinnych włókien celulozowych do stabilizacji powierzchni, metoda jest w pełni bezwonna i ekologiczna.
Metoda stosowana na świecie od 1953 roku, kiedy to w Stanach Zjednoczonych opatentowano pierwszy hydrosiewnik.